# Villarente
Villarente est une localité du municipio (municipalité ou canton) de Villasabariego, dans la comarque de Tierra de León, province de León, communauté autonome de Castille-et-León, dans le Nord de l'Espagne.
C'est une halte sur le Camino francés du Pèlerinage de Saint-Jacques-de-Compostelle.

## Culture et patrimoine

### Pèlerinage de Compostelle
Sur le Camino francés du Pèlerinage de Saint-Jacques-de-Compostelle, on vient de la localité de Villamoros de Mansilla dans le municipio de Mansilla Mayor
La prochaine halte est la localité de Arcahueja, dans le municipio de Valdefresno.

### Patrimoine civil et naturel
À proximité du village, se trouve le Puente (pont) de Villarente, de 18 arches surplombant la rivière Porma, qui remonte à l'époque romaine.

## Sources et références
- Grégoire, J.-Y. & Laborde-Balen, L. , « Le Chemin de Saint-Jacques en Espagne - De Saint-Jean-Pied-de-Port à Compostelle - Guide pratique du pèlerin », Rando Éditions, mars 2006,  (ISBN 2-84182-224-9)
- « Camino de Santiago St-Jean-Pied-de-Port - Santiago de Compostela », Michelin et Cie, Manufacture Française des Pneumatiques Michelin, Paris, 2009,  (ISBN 978-2-06-714805-5)
- « Le Chemin de Saint-Jacques Carte Routière », Junta de Castilla y León, Editorial